# Moulins-sur-Orne
Pour les articles homonymes, voir Moulins.
Moulins-sur-Orne est une commune française, située dans le département de l'Orne en région Normandie, peuplée de 309 habitants (les Moulinois).

## Géographie
La commune est en plaine d'Argentan. Son bourg est à 5 km à l'ouest d'Argentan, à 8 km au nord-est d'Écouché, à 15 km à l'est de Putanges-Pont-Écrepin et à 19 km au sud de Falaise.
Le point culminant (191 m) se situe en limite ouest. Le point le plus bas (150 m) correspond à la sortie de l'Orne du territoire, au sud.
| Occagnes, Sentilly | Occagnes         | Sévigny            |
| Montgaroult        | Moulins-sur-Orne | Argentan           |
| Goulet             | Sarceaux         | Argentan, Sarceaux |

### Hydrographie
La commune est située dans le bassin Seine-Normandie. Elle est drainée par l'Orne, l'Houay, le fossé 01 du Val du Bois et le ruisseau des Fontaines Thiot,.
L'Orne, d'une longueur de 170 km, prend sa source dans la commune d'Aunou-sur-Orne et se jette  dans l'embouchure de l'Orne à Merville-Franceville-Plage, après avoir traversé 60 communes. 
L'Houay, d'une longueur de 13 km, prend sa source dans la commune de Ri et se jette  dans l'Orne en limite de la commune et de Monts-sur-Orne, face à Sarceaux, après avoir traversé six communes. 

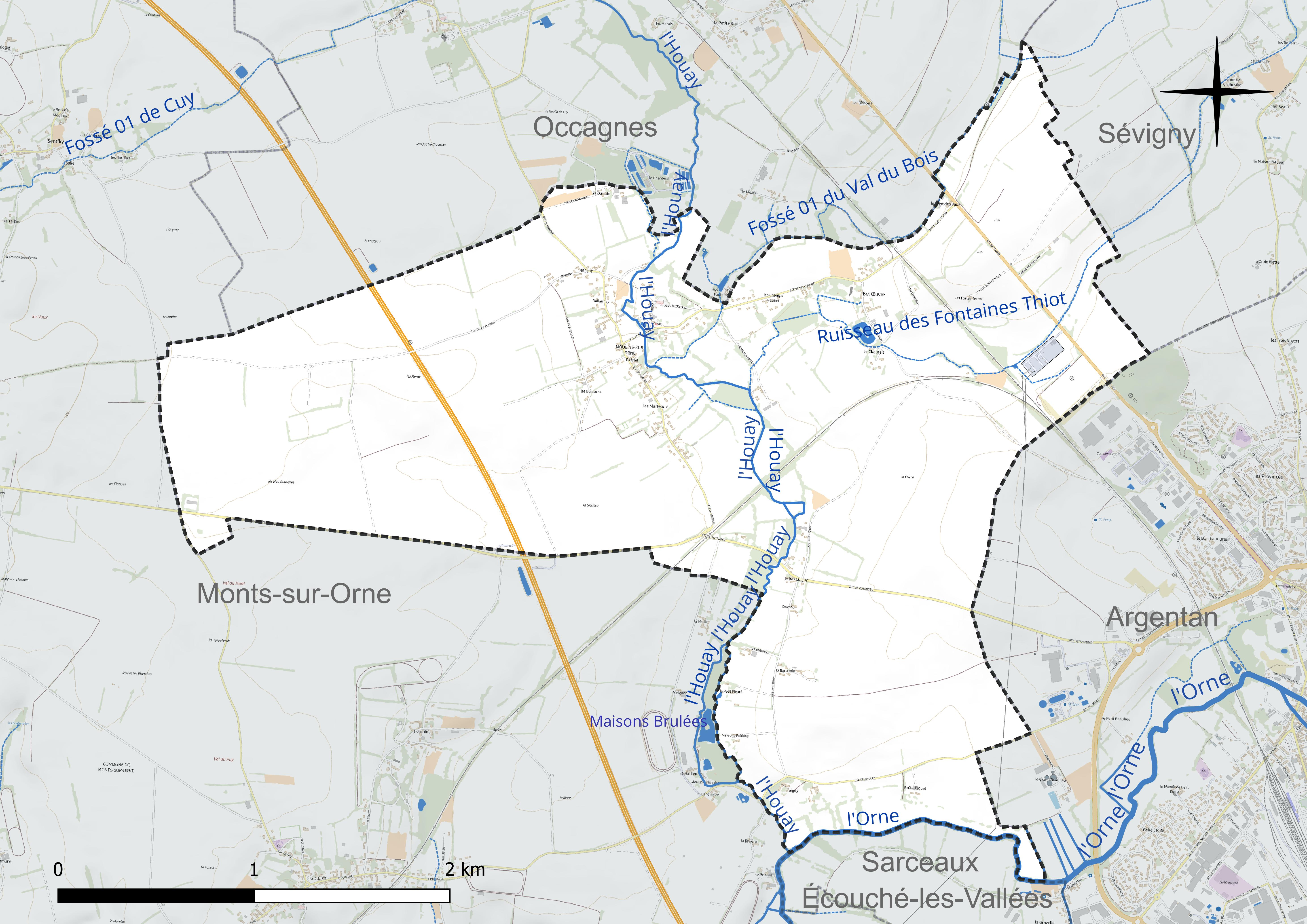
Réseau hydrographique de Moulins-sur-Orne.

### Climat
Pour des articles plus généraux, voir Climat de la Normandie et Climat de l'Orne.
En 2010, le climat de la commune est de type climat océanique altéré, selon une étude du CNRS s'appuyant sur une série de données couvrant la période 1971-2000. En 2020, Météo-France publie une typologie des climats de la France métropolitaine dans laquelle la commune est exposée à un climat océanique et est dans la région climatique Normandie (Cotentin, Orne), caractérisée par une pluviométrie relativement élevée (850 mm/a) et un été frais (15,5 °C) et venté. Parallèlement le GIEC normand, un groupe régional d’experts sur le climat, différencie quant à lui, dans une étude de 2020, trois grands types de climats pour la région Normandie, nuancés à une échelle plus fine par les facteurs géographiques locaux. La commune est, selon ce zonage, exposée à un « climat des plateaux abrités », se caractérisant par une pluviométrie et des contraintes thermiques modérées mais aussi, par effet de continentalité, des températures plus contrastées qu'au nord dans la plaine de Caen, avec communément 10 à 15 jours par an de plus de froid en hiver et de chaleur en été.
Pour la période 1971-2000, la température annuelle moyenne est de 10,4 °C, avec une amplitude thermique annuelle de 13,6 °C. Le cumul annuel moyen de précipitations est de 749 mm, avec 12 jours de précipitations en janvier et 7,4 jours en juillet. Pour la période 1991-2020, la température moyenne annuelle observée sur la station météorologique la plus proche, située sur la commune d'Argentan à 4 km à vol d'oiseau, est de 11,1 °C et le cumul annuel moyen de précipitations est de 691,9 mm,. Pour l'avenir, les paramètres climatiques de la commune estimés pour 2050 selon différents scénarios d’émission de gaz à effet de serre sont consultables sur un site dédié publié par Météo-France en novembre 2022.

## Urbanisme

### Typologie
Au 1er janvier 2024, Moulins-sur-Orne est catégorisée commune rurale à habitat dispersé, selon la nouvelle grille communale de densité à sept niveaux définie par l'Insee en 2022.
Elle est située hors unité urbaine. Par ailleurs la commune fait partie de l'aire d'attraction d'Argentan, dont elle est une commune de la couronne,. Cette aire, qui regroupe 50 communes, est catégorisée dans les aires de moins de 50 000 habitants,.

### Occupation des sols
L'occupation des sols de la commune, telle qu'elle ressort de la base de données européenne d’occupation biophysique des sols Corine Land Cover (CLC), est marquée par l'importance des territoires agricoles (96,7 % en 2018), une proportion sensiblement équivalente à celle de 1990 (97,2 %). La répartition détaillée en 2018 est la suivante : 
terres arables (73,4 %), prairies (15,3 %), zones agricoles hétérogènes (8 %), zones urbanisées (3,3 %). L'évolution de l’occupation des sols de la commune et de ses infrastructures peut être observée sur les différentes représentations cartographiques du territoire : la carte de Cassini (XVIIIe siècle), la carte d'état-major (1820-1866) et les cartes ou photos aériennes de l'IGN pour la période actuelle (1950 à aujourd'hui).

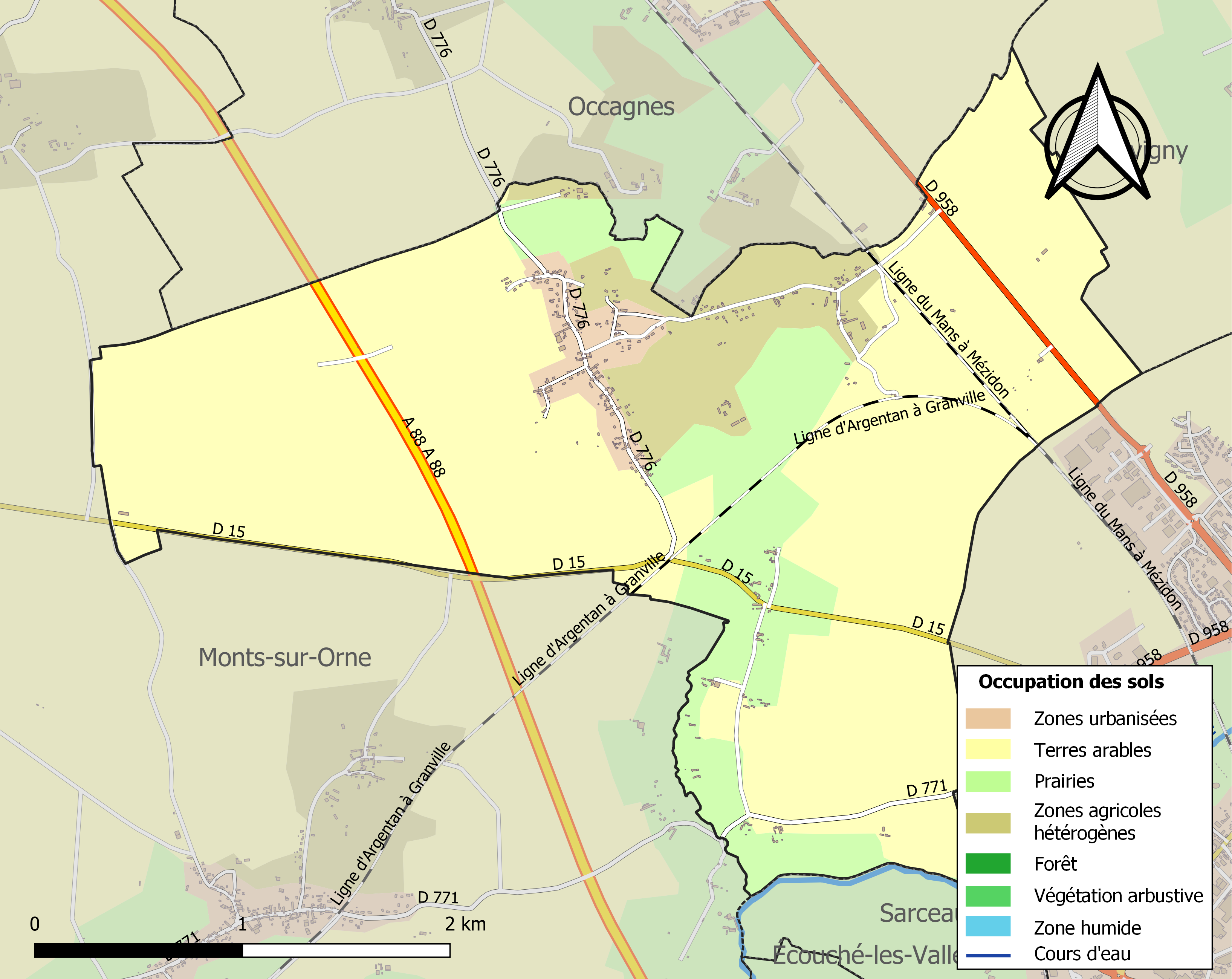
Carte des infrastructures et de l'occupation des sols de la commune en 2018 (CLC).

## Toponymie
Le nom de la localité est attesté sous la forme Molendina vers 1335.
Le toponyme est lié, comme tous les toponymes Moulins, à une activité de meunerie, issu du latin molinum, « moulin ».
L'Orne est un fleuve côtier, dans les deux départements de l'Orne et du Calvados.

## Histoire
Le tumulus des Hogues au lieu-dit Brûle Piquet témoigne d’une occupation  au néolithique : « Près  du hameau de Cuigny, au bord de l’Orne, en ouvrant un tumulus formé de moellons, nommé les Hogues, on a trouvé un marteau-hache, des pointes de flèches en silex, des ossements et des charbons ainsi que des haches à douille en bronze. ». En 2018, le site des Hogues est à nouveau sondé  sous la direction de François  Giligny, université Paris 1 Sorbonne qui décrit une grande enceinte d’environ 14 ha et qui s’appuie sur l’Orne.
L’enquête de 1809 sur l’inventaire des moulins à grain en France dénombre quatre moulins à eau à Moulins-sur-Orne : le moulin de Bel Œuvre, le moulin Neuf, le moulin de Rubel et le moulin de Cuigni. 
Ces quatre moulins sont établis sur la rivière l’Houay qui traverse la commune.
En 1821, Moulins-sur-Orne (369 habitants) absorbe Cuigny (88 habitants) au sud du territoire.

## Politique et administration
| Période                                  | Période   | Identité      | Étiquette | Qualité              |
| ---------------------------------------- | --------- | ------------- | --------- | -------------------- |
| 1989                                     | mars 2008 | Jean Boscher  |           |                      |
| mars 2008                                | En cours  | Roger Ruppert | SE        | Directeur industriel |
| Les données manquantes sont à compléter. |           |               |           |                      |

Le conseil municipal est composé de onze membres dont le maire et trois adjoints.

## Démographie
L'évolution du nombre d'habitants est connue à travers les recensements de la population effectués dans la commune depuis 1793. Pour les communes de moins de 10 000 habitants, une enquête de recensement portant sur toute la population est réalisée tous les cinq ans, les populations de référence des années intermédiaires étant quant à elles estimées par interpolation ou extrapolation. Pour la commune, le premier recensement exhaustif entrant dans le cadre du nouveau dispositif a été réalisé en 2005.
En 2022, la commune comptait 309 habitants, en évolution de −0,64 % par rapport à 2016 (Orne : −3,21 %, France hors Mayotte : +2,11 %).
Moulins-sur-Orne a compté jusqu'à 409 habitants en 1836, mais les chiffres du recensement de 1831 ne sont plus disponibles et au premier recensement républicain, en 1793, les deux communes de Moulins et Cuigny totalisaient 465 habitants (respectivement 372 et 93).
| 1793 | 1800 | 1806 | 1821 | 1836 | 1841 | 1846 | 1851 | 1856 |
| ---- | ---- | ---- | ---- | ---- | ---- | ---- | ---- | ---- |
| 372  | 356  | 353  | 369  | 409  | 404  | 384  | 369  | 353  |

| 1861 | 1866 | 1872 | 1876 | 1881 | 1886 | 1891 | 1896 | 1901 |
| ---- | ---- | ---- | ---- | ---- | ---- | ---- | ---- | ---- |
| 351  | 338  | 347  | 336  | 312  | 312  | 293  | 265  | 247  |

| 1906 | 1911 | 1921 | 1926 | 1931 | 1936 | 1946 | 1954 | 1962 |
| ---- | ---- | ---- | ---- | ---- | ---- | ---- | ---- | ---- |
| 256  | 243  | 242  | 266  | 266  | 240  | 263  | 258  | 276  |

| 1968 | 1975 | 1982 | 1990 | 1999 | 2005 | 2006 | 2010 | 2015 |
| ---- | ---- | ---- | ---- | ---- | ---- | ---- | ---- | ---- |
| 220  | 199  | 217  | 297  | 342  | 308  | 299  | 313  | 309  |

| 2020 | 2022 | - | - | - | - | - | - | - |
| ---- | ---- | - | - | - | - | - | - | - |
| 316  | 309  | - | - | - | - | - | - | - |

| 1793 | 1800 | 1806 | 1821 |
| ---- | ---- | ---- | ---- |
| 93   | 101  | 105  | 88   |

## Lieux et monuments
- L'église Saint-Martin du XVIe siècle abrite un tabernacle du XVIIIe classé au titre objet aux monuments historiques[32].
- Manoir de Bel-Œuvre.
- Pigeonnier (Marigny).
- Enceinte circulaire ou motte arasée, de forme sub-circulaire, des Xe – XIIe siècle, au lieu-dit la Baronnie, près de l'Houay, et dont les fossés ont été comblés[33].

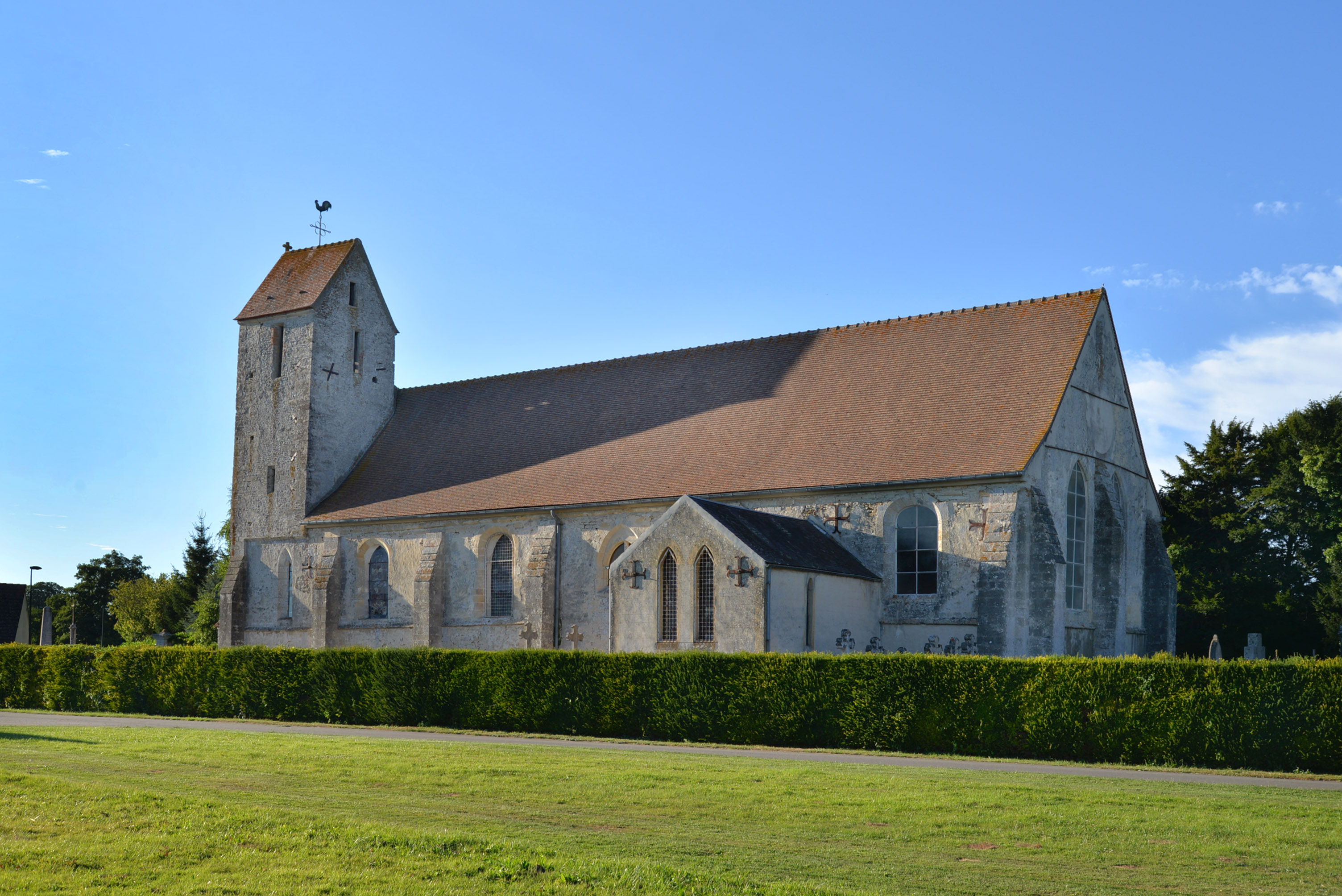
L’église Saint-Martin.
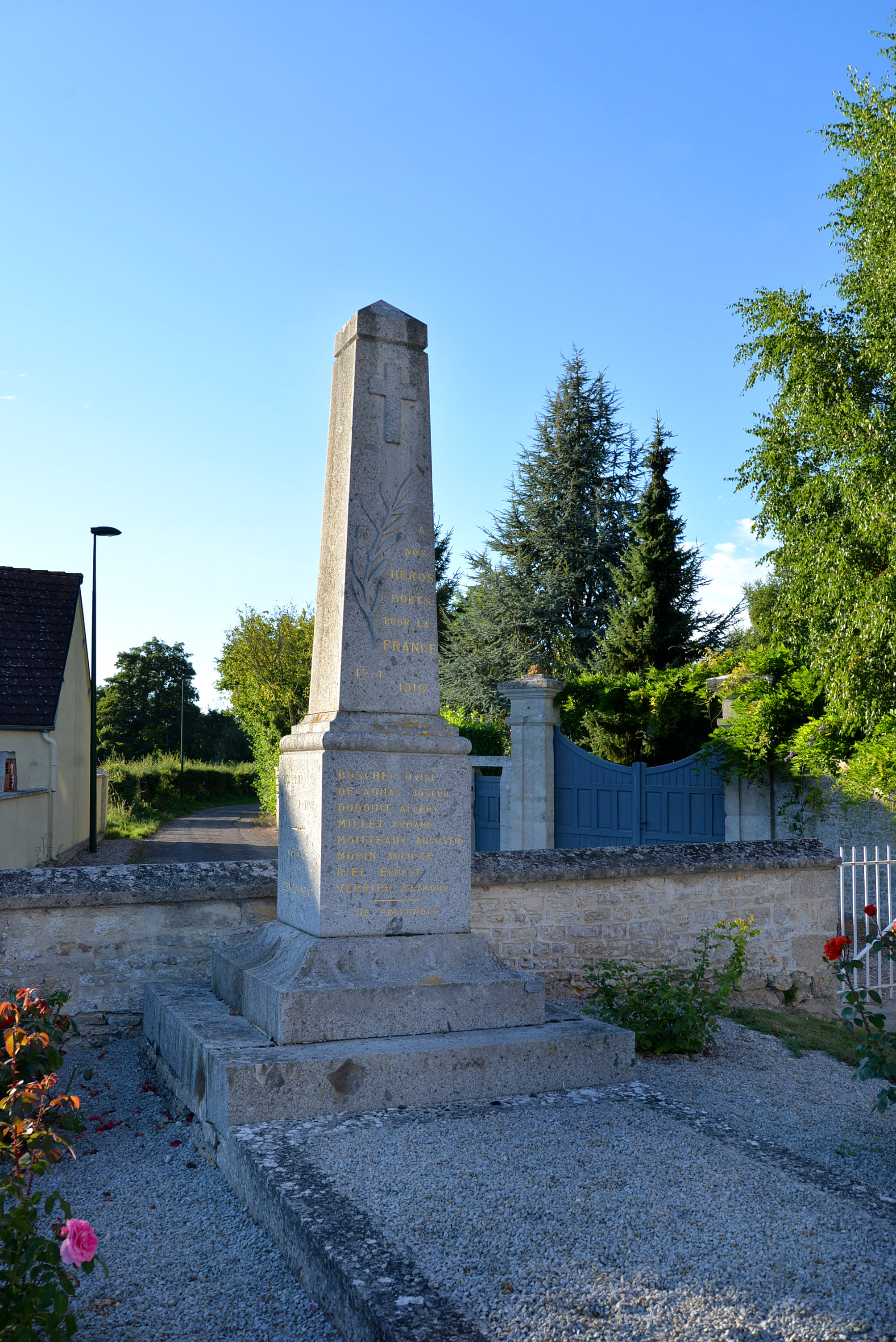
Le monument aux morts.

## Activité et manifestations
Un vide-greniers avec exposition de voitures anciennes est organisé chaque année au début du mois de juin.

## Personnalités liées à la commune
- Joseph Germain-Lacour (1860 à Moulins-sur-Orne - 1912), poète français.